# 横山晴久
横山 晴久（よこやま はるひさ、1949年10月24日 - ）は、福岡県北九州市（旧・小倉市）出身の元プロ野球選手（投手）。右投右打。

## 来歴・人物
小倉工業高校では1966年、2年生の時に、同期の左腕・斎藤英雄との二本柱で県予選を勝ち抜き、夏の甲子園に出場。まず平山英雄投手を擁した釧路江南高校、続いて鳴門高校、甲府工業高校と連破し準決勝に進むが、松山商業高校の西本明和の好投に屈し0-1で完封される。この大会では4試合登板、2先発、1完投勝利を記録した。同年秋の大分剛健国体にも出場。しかし1回戦で桐生高校の前野和博（芝工大－東芝）に抑えられ敗退。1年上のチームメイトに、中堅手の小形利文がいる。同年の秋季九州大会に進むが、1回戦で内田照文のいた熊本工に延長12回裏サヨナラ負けを喫する。
1967年夏も県予選決勝に進み、九州工業高校のエース・桑野議との投げ合いを完封で制し、夏の甲子園に出場。1回戦では海星高校を降す。2回戦では大分商業高校の河原明と互いに無失点で投げ合い、延長10回の熱戦の末、0-1で完封サヨナラ負けに終わった。8月末からは全日本高校選抜の一員としてハワイ・アメリカ西海岸遠征に参加した。同年のドラフト会議では、南海ホークスに3位指名されるも入団を拒否。
高校卒業後は、法政大学に進学した。東京六大学野球リーグでは、1969年秋季リーグから4季連続優勝。また、1970年春季リーグから4季連続でベストナインに選ばれた。1年下の池田信夫投手とともに、法政の二本柱として活躍。1970年の全日本大学野球選手権大会準決勝では、山口高志を擁する関大と対決した。8回まで好投し池田に継投、今も選手権記録である延長20回まで進む。最後は孤軍奮闘の山口の前に2-3xでサヨナラ負けを喫したが、大学野球史に残る熱戦として知られる。1971年の全日本大学野球選手権大会では決勝で亜大の山本和行に抑えられ、準優勝にとどまった。
リーグ通算48試合登板、29勝6敗、防御率1.77、150奪三振。大学同期には古賀正明投手、中村裕二捕手、藤村正美三塁手、高岡茂夫遊撃手、依田優一、鈴木士郎（住友金属）両外野手など、好選手が揃っていた。
1971年のドラフト会議で、東映フライヤーズに1位指名され入団する。本格派右腕として実績も十分であり、主力投手として期待された。1年目の1972年は肩の故障で出遅れたが、8月11日には阪急を相手に初先発を果たす。同年は防御率2.25と好投を見せたが勝ち星にはつながらず、翌年以降は登板機会も減少した。しかし1975年には8先発を含む22試合に登板。4月20日にはロッテを相手に先発し、5回2/3まで無失点に抑えプロ初勝利をあげる。その後は結果を残せず、1976年には出場機会もなくなり、同年オフに実働僅か3年で引退した。引退後は、運輸会社に勤務した。
重い速球とシュートを得意球としたが、四球が多く、大きなフォームでランナーに走られやすいという欠点があった。カーブやパームボールも武器とした。

## 詳細情報

### 年度別投手成績
| 年 度     | 球 団              | 登 板 | 先 発 | 完 投 | 完 封 | 無 四 球 | 勝 利 | 敗 戦 | セ 丨 ブ | ホ 丨 ル ド | 勝 率 | 打 者 | 投 球 回 | 被 安 打 | 被 本 塁 打 | 与 四 球 | 敬 遠 | 与 死 球 | 奪 三 振 | 暴 投 | ボ 丨 ク | 失 点 | 自 責 点 | 防 御 率 | W H I P |
| --------- | ------------------ | ----- | ----- | ----- | ----- | -------- | ----- | ----- | -------- | ----------- | ----- | ----- | -------- | -------- | ----------- | -------- | ----- | -------- | -------- | ----- | -------- | ----- | -------- | -------- | ------- |
| 1972      | 東映 日拓 日本ハム | 14    | 4     | 0     | 0     | 0        | 0     | 0     | --       | --          | ----  | 118   | 27.2     | 25       | 2           | 11       | 0     | 1        | 8        | 0     | 0        | 7     | 7        | 2.25     | 1.30    |
| 1973      | 東映 日拓 日本ハム | 2     | 0     | 0     | 0     | 0        | 0     | 0     | --       | --          | ----  | 17    | 4.0      | 5        | 3           | 2        | 0     | 0        | 0        | 0     | 0        | 5     | 5        | 11.25    | 1.75    |
| 1975      | 東映 日拓 日本ハム | 22    | 8     | 0     | 0     | 0        | 1     | 4     | 0        | --          | .200  | 272   | 60.2     | 63       | 12          | 39       | 2     | 0        | 34       | 5     | 0        | 40    | 33       | 4.87     | 1.68    |
| 通算：3年 | 通算：3年          | 38    | 12    | 0     | 0     | 0        | 1     | 4     | 0        | --          | .200  | 407   | 92.1     | 93       | 17          | 52       | 2     | 1        | 42       | 5     | 0        | 52    | 45       | 4.40     | 1.57    |

- 東映（東映フライヤーズ）は、1973年に日拓（日拓ホームフライヤーズ）に、1974年に日本ハム（日本ハムファイターズ）に球団名を変更

### 記録
- 初登板：1972年6月28日、対阪急ブレーブス12回戦（阪急西宮球場）、8回裏から5番手で救援登板・完了、1回無失点
- 初先発登板：1972年8月11日、対阪急ブレーブス14回戦（明治神宮野球場）、3回0/3を2失点で勝敗つかず
- 初勝利・初先発勝利：1975年4月20日、対ロッテオリオンズ前期6回戦（川崎球場）、5回2/3無失点

### 背番号
- 22（1972年 - 1973年）
- 32（1974年 - 1976年）